# Nuraghe Rumanedda

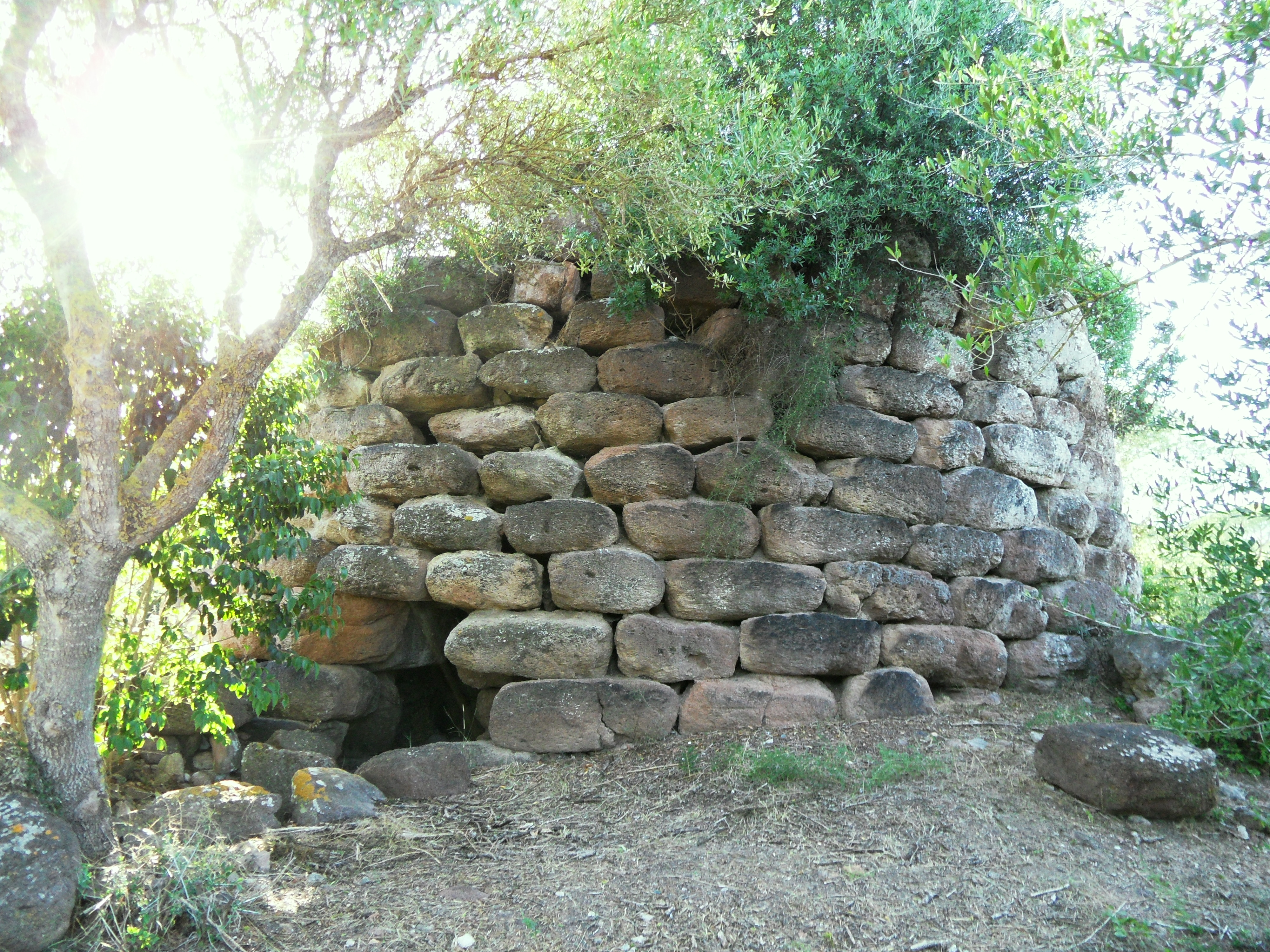
Nuraghe Rumanedda

Die Nuraghe Rumanedda ist eine Nuraghe vom Typ Monotorre. Sie liegt nahe der Via Palau in Tottubella in der Metropolitanstadt Sassari auf Sardinien.
Die bereits 1901 in der „Charta des Nura Nuragografica“ von Philippo Nissardi (1852–1922) enthaltene Nuraghe wurde 1922 aufgrund der Anwesenheit einer Quelle im Innern erwähnt und 1989 von P. Basoli im Ausstellungskatalog „Sassari, die Ursprünge“ präsentiert. Sie wurde von Paolo Melis untersucht, der dies 1992 im Nuovo Bullettino veröffentlichte.
Die Nuraghe hat mehrere interessante architektonische Elemente. Der Tholosnuraghe hat einen Turm aus nur grob behauenem Trachytgestein. Er hat einen Durchmesser von 12,0 Metern und eine Resthöhe von etwa 6,0 Metern. Der nach Südosten gerichtete Zugang führt in den mit Platten gedeckten Gang. Gegenüber der Treppe öffnet sich auf der rechten Seite ein Raum, der durch Stufen gekennzeichnet ist. Aus einer Mitteilung von 1922 ist bekannt, dass dieser jetzt versperrte Zugang zu einer Kammer unter der Nuraghe führt, in der sich ein Brunnen befand. Auf der linken Seite des Ganges befindet sich das mit einem Spitzbogen bedeckte Treppenhaus, das zugänglich ist und mit 13 gut erhaltenen Stufen nach oben führt. Die runde Kammer von 4,3 m Durchmesser hat drei kreuzförmig angeordnete Nischen. Die Nischen rechts und links haben halbelliptische Form, während die mittlere Nische schmal und teilweise ausgegangen ist. In der oberen Etage des Turms öffnet sich in der Mitte eine schmale absteigende Treppe, die zu einem Absatz über den Eingang führt. Oberhalb der rechten Nische liegt ein Raum, der erst kürzlich entdeckt wurde und ursprünglich von einem kleinen viereckigen Schlitz erhellt wurde.

Nuraghe Rumanedda
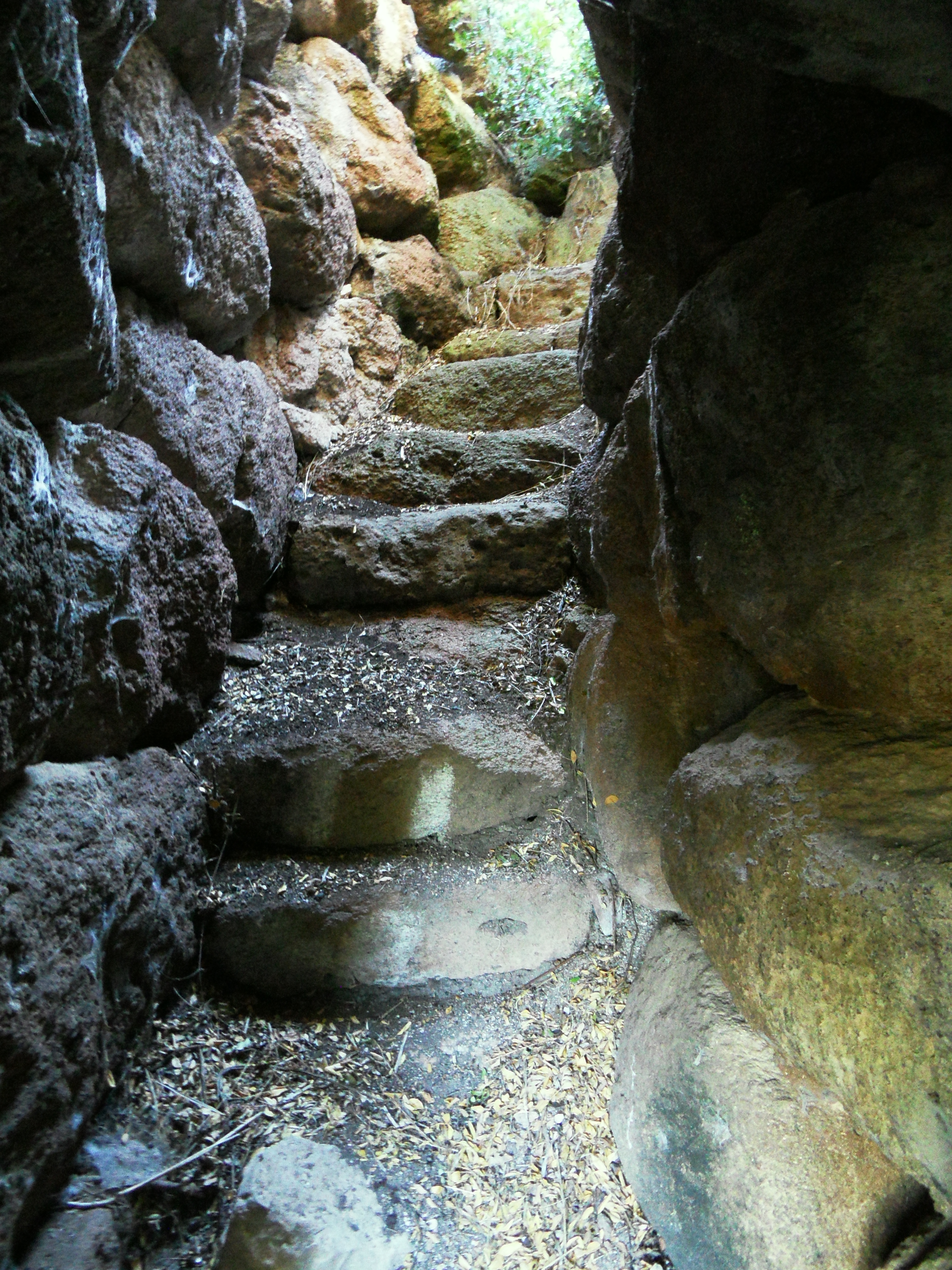
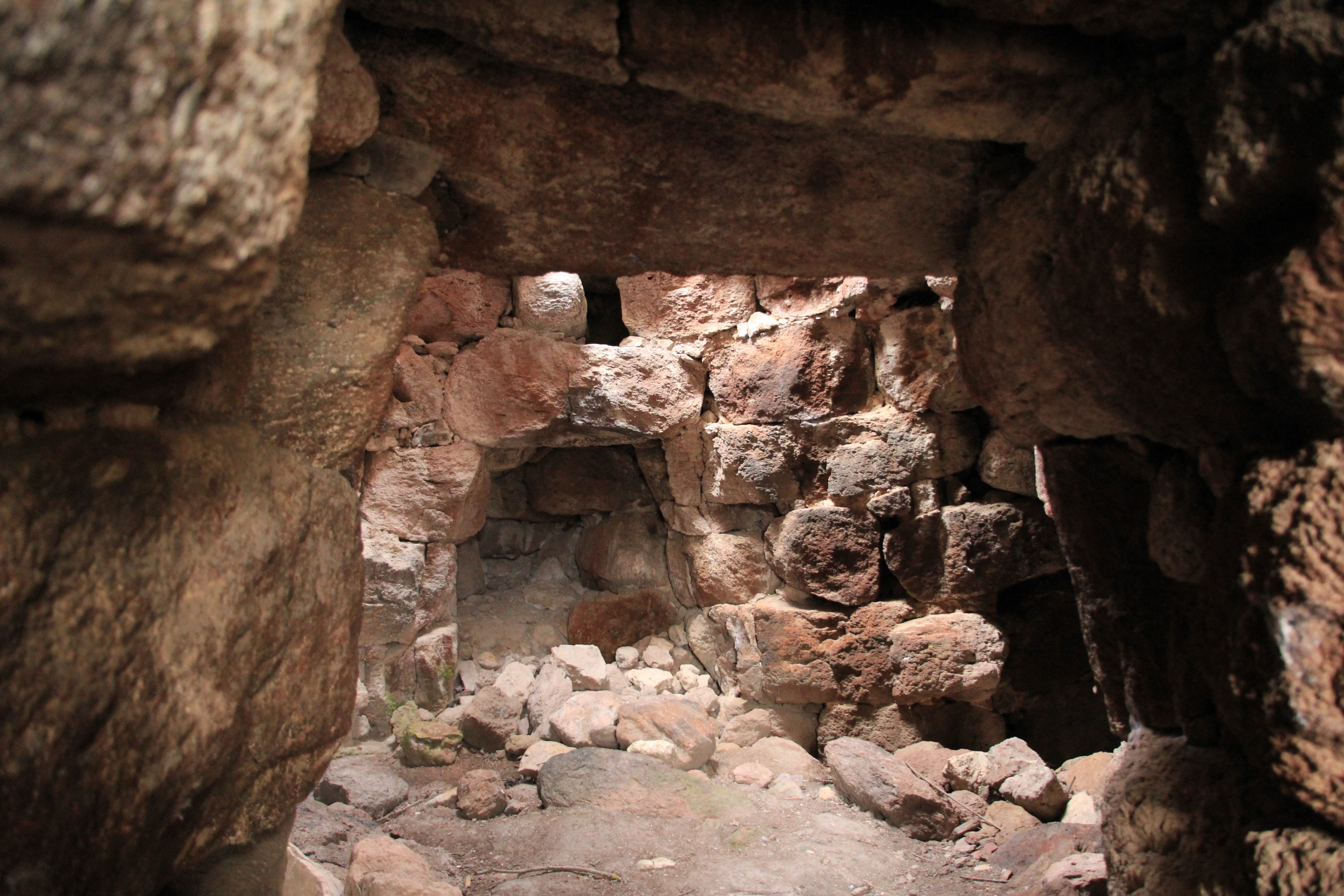
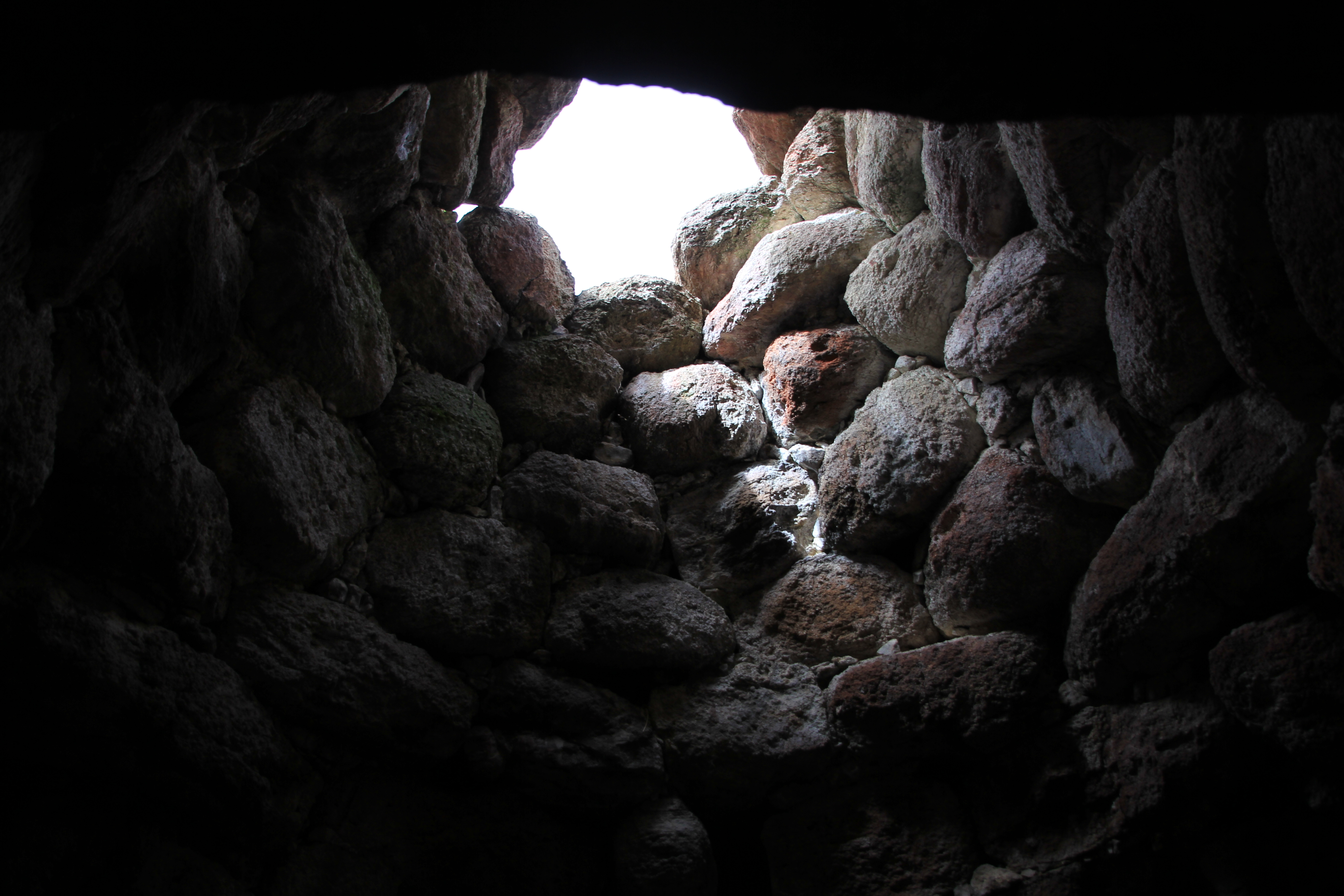
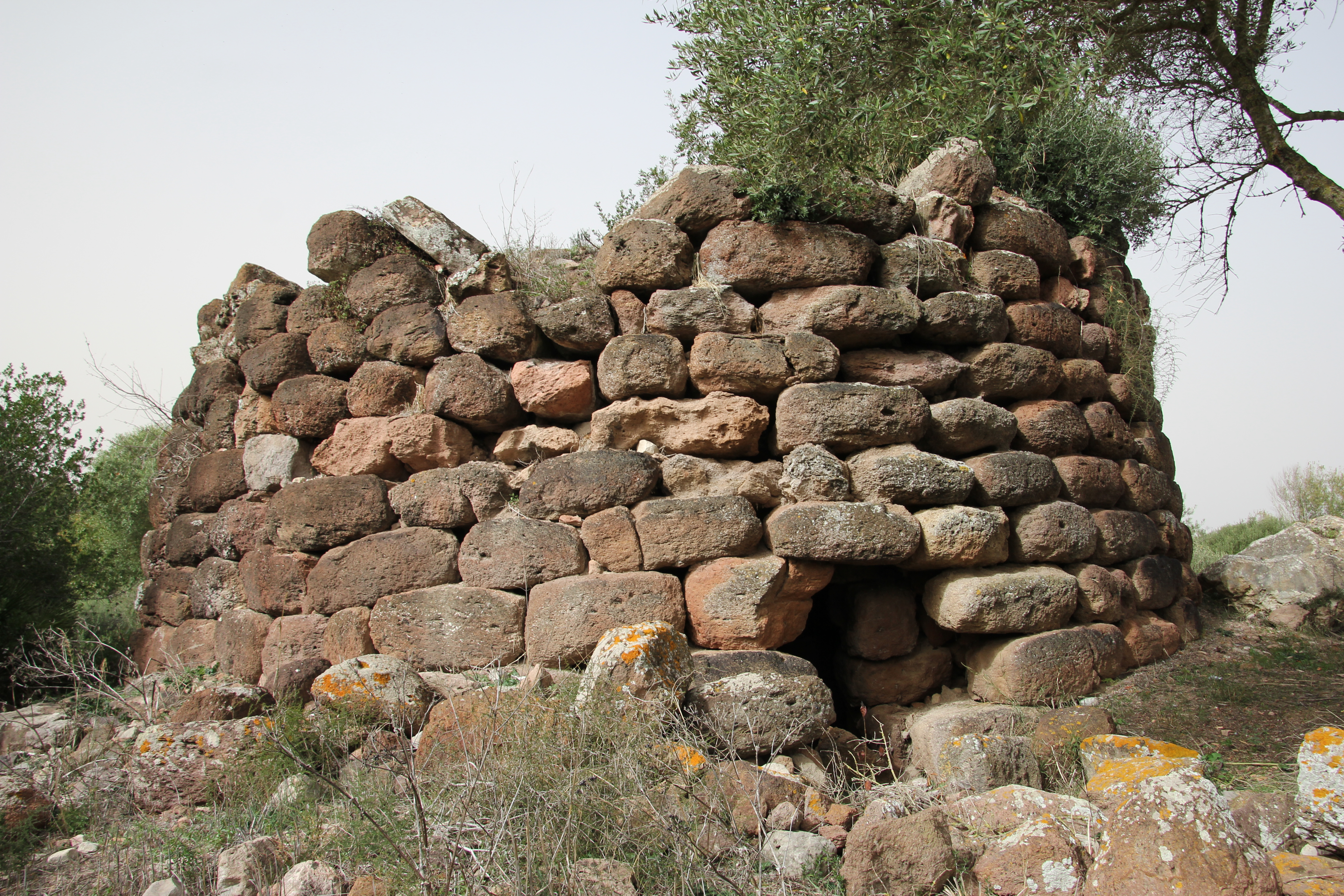